# Déjà vu (Annalisa Minetti)
Déjà vu è un singolo della cantautrice italiana Annalisa Minetti pubblicato il 9 settembre 2022.

## Descrizione
Il brano scritto da Marcello Balena, Laura Polverini e da Annalisa Minetti è stato arrangiato da Stefano Zavattoni e Davide Aru. Marcello Balena è anche il produttore del singolo.
Il singolo viene eseguito live da Annalisa Minetti in anteprima nazionale il 15 luglio 2022 durante il concorso di bellezza "Miss Reginetta d'Italia".

## Video musicale
Il video musicale del singolo è stato pubblicato lo stesso giorno di pubblicazione del singolo, il 9 settembre 2022. Vede il debutto alla regia della stessa Annalisa Minetti.
Il video ha una durata di 4 minuti e 15 secondi ed è stato girato a Tarquinia. Annalisa è protagonista del video insieme a Luca Petteruti Romano; nel video musicale è presente anche la sorella di Annalisa, Francesca Minetti.

## Tracce
1. Déjà vu – 3:06 (Marcello Balena, Laura Polverini e Annalisa Minetti)